# Stiftskeller St. Peter

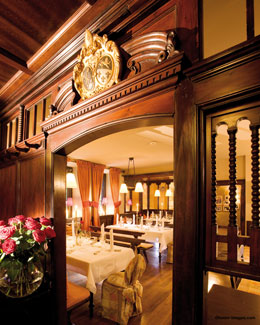
Interiör från St. Peter Stiftskeller

Stiftskeller St. Peter är en restaurang i Sankt Petersklostret i Salzburg, Österrike. Restaurangen anses vara den äldsta ännu fungerande krogen i Europa då den för första gången omnämndes i ett dokument från 803.
Wolfgang Amadeus Mozart och hans familj var stamkunder på restaurangen. Det finns också ett flertal myter om att andra kända historiska personer har besökt Stiftkeller: Karl den Store åt en måltid på Stiftkeller, Christopher Columbus ska ha tagit en öl innan han åkte Amerika och att till och med den litterärare figuren Faust och Mefistofeles träffades på krogen vid ett tillfälle.